# 7月14日革命

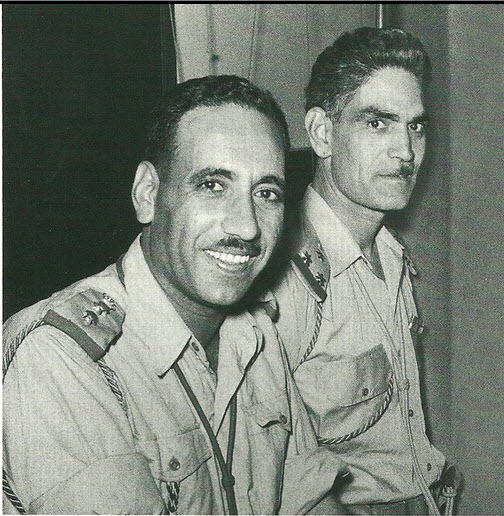
革命的领导者阿卜杜塞拉姆·阿里夫和阿卜杜勒-卡里姆·卡塞姆

1958年伊拉克革命发生于1958年7月14日的伊拉克王国，又称“1958年伊拉克政变”、“7月14日革命”。阿卜杜勒-卡里姆·卡塞姆领导的自由军官组织发动军事政变推翻了国王费萨尔二世的政权，建立伊拉克共和国。
从1958年7月14日至2003年的伊拉克战争，虽然历经多次政变，伊拉克始终是奉行阿拉伯民族主义的一党制阿拉伯國家。

## 背景

### 民族主義
第二次世界大戰期間，伊拉克成為越來越多阿拉伯民族主義者的家園。他們的部分目的是消除英帝國在伊拉克的影響力。這種情緒源於伊拉克政治化的教育體係以及日益自信和受過教育的中產階級。學校成為內化泛阿拉伯民族主義身份的工具，因為1920年代和1930年代伊拉克教育體系的領導者和設計者都是泛阿拉伯民族主義者，他們為這種意識形態在伊拉克以及其他地區的擴張做出了重大貢獻。阿拉伯世界。伊拉克教育系統的兩位負責人薩米·肖卡特（Sami Shawkat）和法迪勒·賈邁勒（Fadhilal-Jamal）聘用的教師都是來自巴勒斯坦和敘利亞的政治難民。這些流亡者因其在反英反法抗議活動中所扮演的角色而逃往伊拉克，隨後在伊拉克學生中培養了阿拉伯民族主義意識。人們對阿拉伯身份的普遍認識日益增強，這促進了反帝國主義。
同樣，泛阿拉伯情緒在阿拉伯世界日益高漲，並受到埃及政治家賈邁勒·阿卜杜勒·納賽爾的推動，他是一位崛起的政治家和帝國主義的堅定反對者。哈希姆伊拉克也面臨並正視這些情緒。努里·賽義德在20世紀30年代、1940年代和1950年代的大部分時間裡擔任伊拉克總理，他對建立新月沃土阿拉伯國家聯盟的想法很感興趣，但對建立泛阿拉伯國家不太熱衷。阿勒賽義德於1944年將伊拉克帶入阿拉伯聯盟，將其視為將阿拉伯國家聚集在一起的論壇，同時為未來可能的聯邦敞開了大門。該聯盟的憲章規定了每個阿拉伯國家的自治原則，並且只是口頭上提到了泛阿拉伯主義。

### 經濟環境
伊拉克經濟陷入衰退，二戰後又陷入蕭條。通貨膨脹失控，伊拉克生活水平下降。賽義德和阿拉伯民族主義攝政阿卜杜勒·伊拉一直相互對立，未能就具有凝聚力的經濟政策、基礎設施改善或其他內部改革達成一致。
1950年，賽義德說服伊拉克石油公司增加向伊拉克政府支付的特許權使用費。阿勒賽義德希望伊拉克哈希姆王國不斷增長的石油收入能夠為發展提供資金和推動。他決定，伊拉克70%的石油收入將由一個發展委員會撥出用於基礎設施開發，該委員會共有6名成員，其中包括3名外國顧問。這種外國勢力的存在激起了民眾對賽義德政策的不滿。儘管人們對石油和發展存在反西方情緒，但賽義德還是聘請了英國經濟學家、前政治家索爾特勳爵來調查伊拉克的發展前景，因為賽義德的石油收入重新分配似乎無效。儘管伊拉克人普遍不喜歡索爾特勳爵的存在，但索爾特勳爵繼續就如何實施發展項目提出建議。

### 政治恩怨
第二次世界大戰期間，英國重新佔領伊拉克，並於1947年1月15日通過《1948年英伊條約》（又稱《朴茨茅斯條約》），薩利赫·賈布爾談判讓英國從伊拉克撤軍。該協議包括英國和伊拉克聯合防禦委員會來監督伊拉克的軍事規劃，英國繼續控制伊拉克的外交事務。伊拉克在軍事供應和訓練方面仍然與英國有聯繫。該條約將持續到1973年——伊拉克哈希姆王國的阿拉伯民族主義者無法接受的25年期限。作為對1948年英伊條約的強烈反應，阿拉伯民族主義者一年後領導了瓦斯巴叛亂，抗議英國繼續在伊拉克存在。賽義德拒絕接受《朴茨茅斯條約》，以安撫叛亂的伊拉克和阿拉伯民族主義者。
1955年，伊拉克與伊朗、巴基斯坦和土耳其簽訂了《巴格達條約》。該協議是四個國家之間的防務協議，被英國和美國認可為反共冷戰戰略，但遭到伊拉克民眾的普遍不滿。埃及將《巴格達條約》視為對其地區主導地位的挑釁和挑戰。1956年，埃及將蘇伊士運河國有化，伊埃關係進一步緊張。當英國、法國和以色列入侵埃及時，伊拉克作為英國的盟友，不得不支持入侵。帝國關係迫使伊拉克支持對阿拉伯土地的入侵，這一事實引起了伊拉克民眾的廣泛不滿，他們在很大程度上同情埃及並響應泛阿拉伯意識形態。他們認為入侵埃及是西方侵略和統治該地區的又一跡象。
同樣，當埃及和敘利亞於1958年在泛阿拉伯主義的旗幟下聯合成立阿拉伯聯合共和國時，伊拉克政客發現自己處於弱勢地位。伊拉克領導人無意與埃及聯合，而是於1958年5月提議並批准了與約旦哈希姆的泛阿拉伯聯盟。英國和美國公開支持這個聯盟，但許多伊拉克人對其目的持懷疑態度，並將哈希姆阿拉伯聯邦視為另一個“西方霸主的工具”。

### 政治前提
政變的主要目標是將伊拉克從與英國和美國的帝國關係中解放出來。西方列強主導了伊拉克治理的所有領域：國家政治和改革、與阿拉伯和非阿拉伯鄰國的地區政治以及經濟政策。一般來說，許多伊拉克人對西方列強在該地區的存在感到不滿，尤其是英國。此外，哈希姆君主的統治也離不開君主背後的皇主形象。在1948年的躍進起義和1952年的伊拉克起義期間，君主制一直在努力維持權力。

### 矛盾升級
伊拉克哈希姆王國越來越多受過教育的精英開始迷戀納賽爾泛阿拉伯運動所倡導的理想。qawmiyah（民族主義）的思想找到了許多自願的追隨者，特別是在伊拉克軍隊的軍官階層中。賽義德的政策被伊拉克武裝部隊中的某些人認為是令人厭惡的，反對派團體開始形成，效仿1952年推翻埃及君主制的埃及自由軍官運動。
儘管賽義德努力平息軍隊內部日益增長的騷亂（例如旨在使軍官階層受益的經濟計劃，以及與美國達成向伊拉克軍隊供應物資的斡旋協議），但他的地位因以下事件而受到嚴重削弱：蘇伊士運河危機。賽義德因與英國的聯繫而遭受痛苦；後者在危機中所扮演的角色似乎是對他的瓦塔尼耶政策的嚴厲控訴。儘管賽義德努力與危機保持距離，但他的地位卻受到了損害。伊拉克在阿拉伯世界中變得孤立，1957年1月被排除在《阿拉伯團結條約》之外就凸顯了這一點。蘇伊士運河危機有利於納賽爾的泛阿拉伯事業，同時也損害了那些奉行親西方政策的阿拉伯領導人。賽義德的政策堅定地屬於後一個陣營，在蘇伊士運河事件之後，對其政府的暗中反對不斷增長。

### 走向危機
1958年2月1日，埃及和敘利亞宣布聯合成立阿拉伯聯合共和國，極大地推動了泛阿拉伯運動。此舉引發了一系列事件，最終導致伊拉克革命。阿聯的成立和納賽爾呼籲阿拉伯世界統一的豪言壯語激發了伊拉克哈希姆王國和約旦哈希姆王國的泛阿拉伯主義。他們的政府試圖做出某種回應，於2月14日成立了哈希姆阿拉伯聯邦——兩個國家的聯盟——但很少有人對這種對阿聯的下意識反應印象深刻。
也門穆塔瓦基利特王國（北也門）在阿聯成立後不久就加入了它。隨後注意力轉向黎巴嫩，敘利亞在反對卡米爾·夏蒙親西方政府的內戰中支持阿拉伯民族主義運動。賽義德認識到夏蒙的失敗將使伊拉克和約旦陷入孤立。1958年5月和6月期間，他通過援助支持了夏蒙政府。更致命的是，他試圖用伊拉克皇家陸軍的部隊來支持約旦，這一舉動直接引發了政變。

## 过程

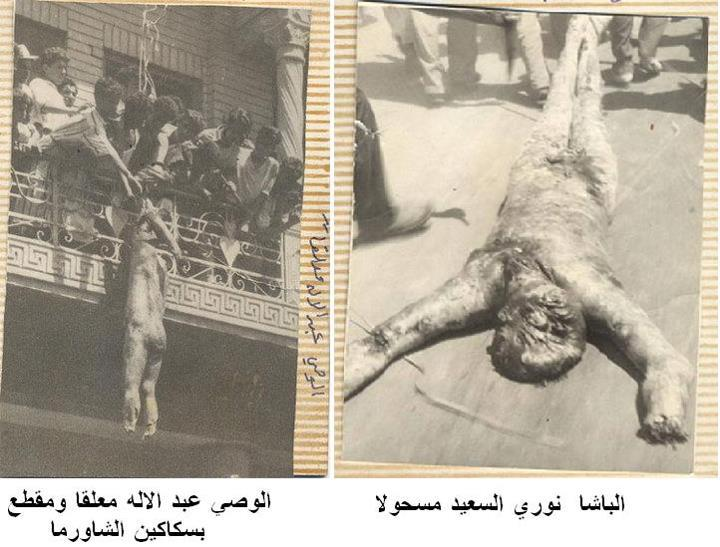
漢志親王阿卜杜勒·伊拉（左）和總理努里·賽義德（右）被肢解的屍體。阿拉伯語文字：“阿卜杜勒·伊拉王子被絞殺，被沙威瑪刀砍斷，帕夏·努里·賽義德在周圍拉扯。”

1958年7月14日，由阿卜杜勒·卡里姆·卡西姆準將領導的秘密軍事組織“自由軍官”推翻了君主制。這個群體具有明顯的泛阿拉伯特徵。費薩爾二世、阿卜杜勒·伊拉王子和努里·賽義德均被殺害。
自由軍官受到1952年推翻埃及君主制的埃及自由軍官的啟發並以他們為藍本。他們代表所有政黨並跨越政治派別。卡西姆是埃及發動革命的一代人，成長於激進主義和泛阿拉伯主義在學校（包括高中和軍事院校）中流行的時代。作為一個群體，大多數自由軍官都是來自現代中產階級的遜尼派阿拉伯人。自由軍官受到1952年之前十年中東發生的一系列事件的啟發。1948年對以色列的戰爭增強了埃及自由軍官的責任感。他們認為自己的使命是推翻腐敗政權，這些政權削弱了統一的阿拉伯國家並使他們的國家陷入困境。1952年自由軍官組織推翻埃及君主制並奪取政權的成功也使納賽爾成為靈感的源泉。
伊拉克自由軍官組織是一個地下組織，大部分計劃和時間安排掌握在卡西姆及其同事阿卜杜勒·薩拉姆·阿里夫上校手中。自由軍官試圖確保納賽爾的支持和阿聯的協助來實施叛亂，因為他們擔心巴格達公約的成員隨後會推翻自由軍官，作為對政變的反應。納賽爾只提供了道義上的支持，其物質意義仍然模糊，因此埃及在伊拉克革命中沒有發揮任何實際作用。
向約旦派遣伊拉克軍隊的做法正中了伊拉克自由軍官運動的兩名關鍵成員的下懷：阿里夫和該運動的領導人卡西姆。伊拉克第3師第19旅和第20旅（前者由卡西姆指揮，後者包括阿里夫營）被派往約旦，沿途經巴格達。政變的機會就這樣被提供給了陰謀者，並被陰謀者抓住了。
阿里夫率領第20旅向巴格達進軍，並奪取了首都的控制權（在阿卜杜勒·拉蒂夫·達拉吉上校的幫助下），而卡西姆則率領第19旅留在賈拉瓦拉作為預備隊。
7月14日凌晨，阿里夫控制了巴格達廣播電台，該電台很快成為政變總部，並廣播了革命的第一個公告。阿里夫“譴責帝國主義和當政集團；宣佈建立新共和國並結束舊政權……宣布成立由三名成員組成的臨時主權委員會來承擔總統職責；並承諾未來選舉新總統”
阿里夫隨後從他的團派出兩支分遣隊，一支前往拉哈卜宮對付費薩爾二世國王和王儲阿卜杜勒伊拉，另一支前往努里·賽義德的住所。儘管宮殿裡有精銳的皇家衛隊，但根據王儲的命令，沒有人進行抵抗。目前還不清楚向宮殿支隊下達了哪些命令，以及他們詳細說明了哪些力量。
上午8:00左右，國王、王儲、希亞姆公主（阿卜杜勒·伊拉的妻子）、納菲薩公主（阿卜杜勒·伊拉的母親）、阿巴迪亞公主（費薩爾的姨媽）、伊拉克王室的其他成員以及幾位成員僕人在離開宮殿時被殺或受傷。只有希亞姆公主倖存下來，但她是如何以及為何倖存的尚不清楚。隨著他們的滅亡，伊拉克哈希姆王朝也隨之結束。與此同時，賽義德在聽到槍聲後跨過底格里斯河逃跑，暫時擺脫了潛在抓捕者的追捕。
中午時分，卡西姆率領部隊抵達巴格達，並在國防部大樓設立指揮部。陰謀者的注意力現在轉向尋找賽義德，以免他逃跑並破壞政變的早期成功。懸賞10,000伊拉克第納爾抓獲他，並開始大規模搜尋。7月15日，他被發現在巴格達的一條街道上試圖偽裝成女性，穿長袍逃跑。賽義德和他的同夥均被槍殺，他的屍體於當晚晚些時候被埋葬在的墓地中。
即使在賽義德死後，暴徒暴力仍在繼續。在阿里夫清算叛徒的刺激下，失控的暴徒走上巴格達街頭。阿卜杜勒·伊拉的屍體被帶出王宮，被肢解並拖過街道，最後被絞死在國防部外。塞夫住在巴格達酒店的多名外國人（包括約旦和美國公民）被暴徒殺害。直到卡西姆實施宵禁，大規模暴民暴力才平息，但這仍然沒有阻止賽義德的屍體在埋葬第二天被挖掘、肢解和在街上游行。

## 后续
新政权转而与苏联建立友好关系。

### 直接影响

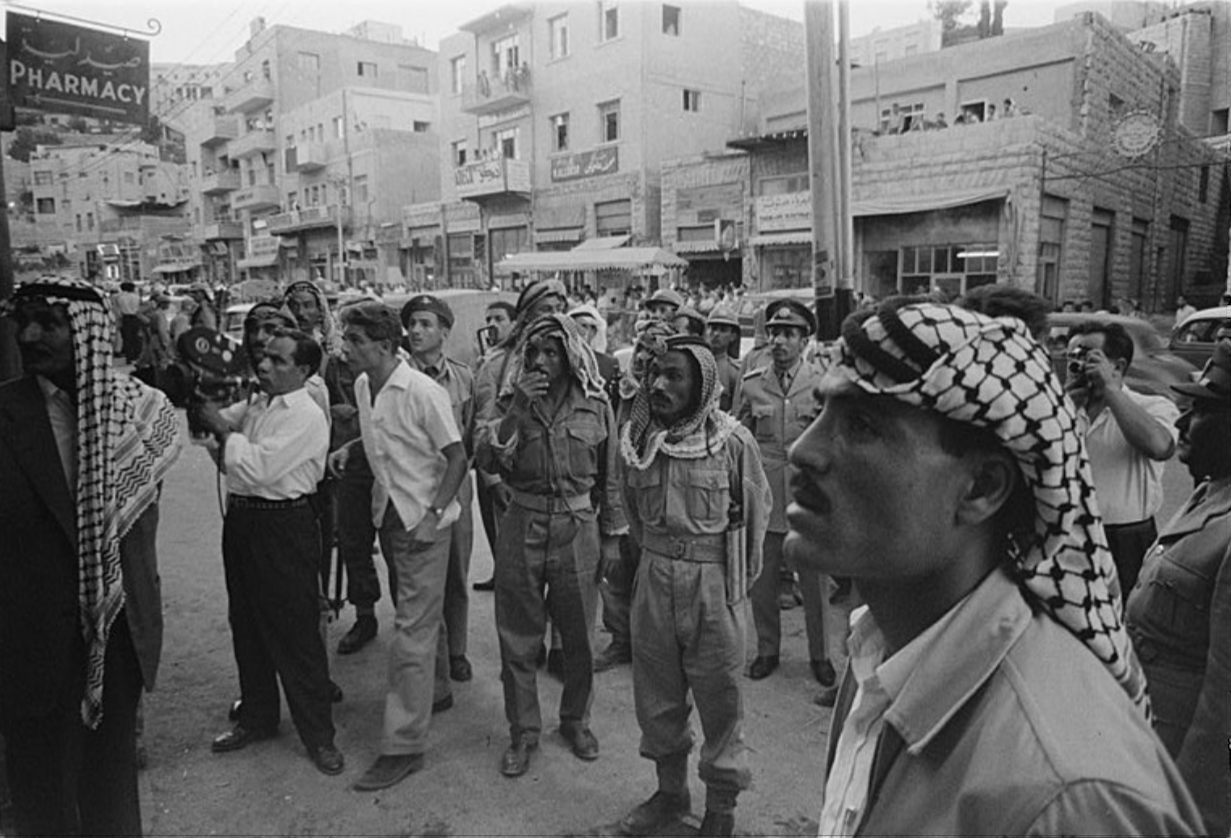
1958年7月14日，一群人和士兵在约旦首都安曼市中心观看关于这一事件的新闻报道

阿卜杜勒-卡里姆·卡塞姆的突然政变让美国政府感到意外。中央情报局（CIA）主任艾伦·杜勒斯告诉总统德怀特·艾森豪威尔，他认为纳赛尔是幕后黑手。杜勒斯还担心整个中东会发生连锁反应，伊拉克、约旦、沙特阿拉伯、土耳其和伊朗政府都将被毁灭。哈希姆君主国是西方世界为挫败苏联前进的可靠盟友，因此政变损害了华盛顿在中东的地位。实际上，美国人从流行病学角度看待它。
卡塞姆被任命为总理和国防部长，获得了最大的奖励。阿里夫成为副总理、内政部长和副总司令。
革命后十三天宣布临时宪法，等待在公民投票后颁布永久性组织法。根据该文件，伊拉克是一个共和国，是阿拉伯国家的一部分，官方的国教被列为伊斯兰教。经主权委员会批准，立法权属于部长理事会；行政职能也属于部长理事会。

### 民眾逃亡
卡南·马克亚将君主制下的伊拉克、卡塞姆政府和伊拉克复兴党时期对政治异见者的审判进行了比较，得出结论：“每一阶段的状况都在逐步恶化，这是显而易见的。”
1958年推翻哈希姆王朝的军事政变使“缺乏伊拉克精英中世界主义思想的农村组织”的成员掌权。伊拉克新领导人的“排外主义心态”导致部落冲突和敌对，反过来也引发了内部压迫。
华盛顿特区科威特信息办公室主任、科威特大学政治学教授Shafeeq N. Ghabra于2001年表示：
1958年革命后，伊拉克的统治机构建立了一个没有政治妥协的国家。它的领导人清算了持反对意见的人，并在没有通知的情况下没收了财产，捏造了对敌人的指控，并与假象中的国内敌人作战。这种情况加强了一个绝对的领导人和一个军事化的伊拉克社会，完全不同于君主制时期的社会。
在1958年革命发生的四年内，成千上万的伊拉克人逃离了这个国家。